# Athletic Club Sparta Praha fotbal 2004-2005
Questa voce raccoglie le informazioni riguardanti l'Athletic Club Sparta Praha fotbal nelle competizioni ufficiali della stagione 2004-2005.

## Stagione
Lo Sparta Praga vince agevolmente il nono titolo nazionale. Jun diviene il capocannoniere del torneo con 14 marcature. In Coppa elimina solamente il Neštěmice (1-2) facendosi estromettere 5-4 ai calci di rigore dal SIAD Most dopo l'1-1 dei tempi regolamentari.
In UEFA Champions League eliminano APOEL (3-4) e Ferencváros (1-2) accedendo alla fase a gironi. Inseriti nel raggruppamento D assieme a Olympique Lione, Manchester United e Fenerbahçe i cechi rimediano due sconfitte contro i turchi (1-0 a Istanbul e 0-1 a Praga), due sconfitte contro i francesi (1-2 a Praga e 5-0 a Lione) un pareggio a reti bianche a Praga contro gli inglesi e un 4-1 a Manchester. Il girone è chiuso all'ultimo posto.

## Calciomercato
Nel gennaio del 2005 si ritira Kouba.
Vengono ceduti Poledica (al Legia Varsavia per 100.000 euro), Hübschman (allo Shakhtar Donetsk per 3 milioni di euro), Volešák (Mladá Boleslav), Igor Gluščević (Vitesse), Vladimir Gluščević (Budućnost), Obajdin (svincolato), Štajner (Hannover) e nel gennaio del 2005 Kováč (allo Spartak Mosca per 4 milioni di euro) Michalik (Kayserispor), Baranek (Mladá Boleslav) e Labant (Admira Wacker).
Vengono acquistati Čech (dall'Inter Bratislava per 600.000 euro), Urbánek (in prestito dallo Spartak Mosca), Herzan (Jablonec), Šimák (Bayer Leverkusen), Volek, Pacanda (dal Brno per 800.000 euro), Meduna (Slovácko), nel gennaio del 2005 Kadlec (Slovácko), Šimůnek, Matušovič (dal Baník Ostrava per 800.000 euro) e nel marzo del 2005 Hašek (Slovan Liberec).

## Organico

### Rosa
| N. |                       | Ruolo | Calciatore      |
| -- | --------------------- | ----- | --------------- |
| 2  | Rep. Ceca (bandiera)  | C     | Martin Hašek    |
| 4  | Rep. Ceca (bandiera)  | D     | Pavel Pergl     |
| 5  | Rep. Ceca (bandiera)  | A     | Jan Rezek       |
| 6  | Rep. Ceca (bandiera)  | C     | Tomáš Sivok     |
| 7  | Rep. Ceca (bandiera)  | C     | Lukáš Zelenka   |
| 8  | Rep. Ceca (bandiera)  | C     | Karel Poborský  |
| 9  | Rep. Ceca (bandiera)  | A     | Michal Meduna   |
| 11 | Rep. Ceca (bandiera)  | C     | Petr Voříšek    |
| 12 | Rep. Ceca (bandiera)  | D     | Pavel Malchárek |
| 13 | Slovacchia (bandiera) | D     | Marek Čech      |
| 14 | Rep. Ceca (bandiera)  | D     | Aleš Urbánek    |
| 16 | Rep. Ceca (bandiera)  | C     | Jan Šimák       |
| 17 | Rep. Ceca (bandiera)  | C     | Petr Johana     |

| N. |                       | Ruolo | Calciatore         |
| -- | --------------------- | ----- | ------------------ |
| 18 | Rep. Ceca (bandiera)  | A     | Milan Pacanda      |
| 19 | Slovacchia (bandiera) | D     | Martin Petráš      |
| 20 | Rep. Ceca (bandiera)  | C     | Ondřej Herzán      |
| 21 | Rep. Ceca (bandiera)  | A     | Tomáš Jun          |
| 22 | Rep. Ceca (bandiera)  | D     | Jiří Homola        |
| 23 | Rep. Ceca (bandiera)  | C     | Michal Kadlec      |
| 24 | Rep. Ceca (bandiera)  | C     | Zdeněk Volek       |
| 26 | Rep. Ceca (bandiera)  | D     | Michal Žižka       |
| 28 | Rep. Ceca (bandiera)  | A     | Miroslav Matušovič |
| 29 | Rep. Ceca (bandiera)  | P     | Jaromír Blažek     |
| 30 | Rep. Ceca (bandiera)  | P     | David Bičík        |
| 31 | Rep. Ceca (bandiera)  | P     | Tomáš Grigar       |

### Staff tecnico
Jan Stejskal è l'allenatore dei portieri.